# Salvatore Zanghì
Salvatore Zanghì (Siracusa, 17 agosto 1970) è un ex pallamanista italiano, di ruolo centrale.

## Carriera

### Giocatore

#### Club
Cresciuto nelle file dell'Ortigia Siracusa, vince con il club siciliano tre scudetti e due coppe Italia. Con il fallimento del club biancoverde, chiuderà la carriera in Serie A2 con i Vigili del Fuoco SR.

## Palmarès

### Giocatore

#### Club
- Campionato italiano di pallamano maschile: 3

Ortigia Siracusa: 1986-1987
Ortigia Siracusa: 1987-1988
Ortigia Siracusa: 1988-1989
- Coppa Italia (pallamano maschile): 2

Ortigia Siracusa: 1995-1996
Ortigia Siracusa: 1996-1997